# M·S·斯瓦米纳坦
曼昆布·桑巴西万·斯瓦米纳坦（1925年8月7日—2023年9月28日）是一位印度遗传学家，他將高产的小麥及稻米引入印度，展開了印度的綠色革命，并以此获泰勒环境成就奖和世界粮食奖。